# Der Kruzifix-Killer
Der Kruzifix-Killer ist der Debütroman des brasilianischen Schriftstellers Chris Carter aus dem Jahr 2009. Der Psychothriller mit dem englischsprachigem Originaltitel The Crucifix Killer, der die Robert-Hunter-Reihe eröffnet, beinhaltet die Geschichte einer LAPD-Sondereinheit, die in ein grausames Katz-und-Maus-Spiel mit einem unheimlichen Serienmörder verwickelt wird. Der Roman wurde zu einem Bestseller.

## Handlung
Der Thriller beginnt mit einer Rückblende am 5. August. Robert Hunter erfährt von einer metallisch-verzerrten Telefonstimme, dass sein Partner Carlos Garcia gefangen genommen wurde und in Kürze unter großen Qualen sterben wird. Hunter eilt daraufhin zu dem vereinbarten Ort und findet Garcia mit einer Dornenkrone auf dem Kopf in einem Käfig aus Plexiglas an ein Kreuz genagelt. Der Mörder stellt Hunter eine Aufgabe, die über seinen und den Tod von Garcia entscheidet.
Dann setzt fünf Wochen zuvor der Hauptstrang der Geschichte ein.
Jenny Farnborough, eine attraktive Edel-Prostituierte, die für den Zuhälter D-King anschaffen geht, bekommt im Vanguard Club von Hollywood Liquid Ecstasy in einem Drink verabreicht, so dass sie ihr Bewusstsein verliert und von einem Unbekannten unbemerkt aus der Diskothek verschleppt werden kann.
Hunter, der die Nacht zuvor zu viel getrunken und sie mit einem One-Night-Stand namens Isabella verbracht hat, wird über Mobiltelefon zu einem Tatort in den Bergen des Angeles National Forest gerufen.
In einer abgeschiedenen Waldhütte hat die Sondereinheit eine brutal entstellte Frauenleiche aufgefunden. Die Frau befindet sich in einer Y-förmigen Position in ihrem eigenen Urin und Kot. Sie wurde nackt an ein Kreuz genagelt, ihr wurde bei vollem Bewusstsein die Gesichtshaut abgezogen und sie musste ihr fürchterliches Ende in einem Spiegel miterleben. Ziel des Täters war es ganz offensichtlich, die Qualen seines Opfers maximal auszudehnen. In ihre Haut wurde ein mysteriöses Doppelkreuz geritzt, welches allerdings infolge der Recherchearbeit der Kriminalbeamten sich nicht als ein christliches, sondern als heidnisches Symbol herausstellt. Alles deutet darauf hin, dass es ein weiteres Muster des Serienkillers „Kruzifix-Killer“ ist, der schon vor zwei Jahren in Los Angeles sieben Menschen tötete und von Hunter und seinem Partner Scott Wilson gejagt wurde. Hunter und Scott ermittelten im Fall John Spencer. Einem Musikproduzenten, der verdächtigt wurde, seine Frau in ihrem Haus in Beverly Hills getötet zu haben. Dies führte dazu, dass sich Spencer in seiner Zelle erhängte. Seinerzeit wurde ein gewisser Mike Farloe, ein religiöser Fanatiker, der von der Wahnindee „Ich reinige die Straßen von Schmutz und Sünde“ besessen war und die Stadt von Prostituierten, „die ihren Körper für Geld verkaufen und die Stadt mit Krankheiten verseuchen“ reinigen wollte, nach einem Indizienprozess als vermeintlicher „Kruzifix-Killer“ durch eine letale Injektion hingerichtet.
Wenig später kommt Wilson bei einem Bootsunfall ums Leben.
Man hält den „Kruzifix-Killer“ für einen hochintelligenten Mann, der seine Opfer zunächst grausam foltert und am Ende nach langem Leiden ermordet.
Robert Hunter trifft seine Bekanntschaft aus der Hideout Bar in Santa Monica Isabella wieder, mit der er sich zuerst zum Lunch und später zum Dinner verabredet. Die beiden haben Sex miteinander.
Mithilfe von Software kann das Gesicht der gehäuteten Frau nachmodelliert werden. D-King erkennt in dem veröffentlichten Phantombild Jenny Farnborough, eine seiner Prostituierten, die er der Polizei gegenüber als „Freundinnen“ bezeichnet.
Hunter hat sich gerade mit Isabella getroffen, als er erneut von der verzerrten Stimme angerufen wird. Er wird vor die Aufgabe gestellt, zu erraten, welches Tier ein bestimmtes Hunderennen gewinnt. Die Kriminalbeamten setzen auf den falschen Hund und wieder muss ein Mensch sterben.
Daraufhin wird der Anwalt George Slater, der später in der Notaufnahme an multiplem Organversagen verstirbt, an das Lenkrad seines Wagen gefesselt, im Griffith Park aufgefunden. Slater verstarb an einer Infektion durch Streptococcus pyogenes und Streptococcus aureus, die innerhalb kürzester Zeit zu einer Nekrotisierenden Fasziitis führt. Ihm wurden diese Bakterien, die flesh-eating disease verursachen, injiziert. Slater wurde zuvor in einen Holzsarg genagelt, um Herzrasen und ein beschleunigtes Auftreten der Symptome herbeizuführen. Der verheiratete Slater führte ein Doppelleben mit seinem puerto-ricanischen Liebhaber Rafael.
Dann bekommt D-King von einer unbekannten Quelle aus dem Milieu der Drogen- und Prostituiertenszene eine DVD zugespielt, die ein äußerst realistisches Snuff-Video zeigt. Auf diesem Video wird dargestellt, wie eine junge attraktive Frau vergewaltigt und wie ihr die Kehle durchgeschnitten wird. Das wirkliche Opfer des „Kruzifix-Killers“ ist allerdings nicht Jenny, sondern die Angestellte eines Fitness-Studios Victoria Baker, die heimliche Geliebte des Studiobesitzers Joe Bowmans war. Die Ermittlungen von Hunter und Garcia in den Bars und Clubs von Santa Monica, die in Richtung Prostitution und Pornoindustrie abzielen, bringen zunächst nicht den Erfolg.
Erst die Recherche von D-King, beziehungsweise seiner rechten Hand Jerome, zeigen Ergebnisse. Die beiden sind durch ihre Kontakte auf der Straße erfolgreicher als die Polizei. Durch den Tipp eines Obdachlosen kommen sie auf die Spur jenes Snuff-Video-Rings, welcher in einer alten Fabrikanlage in Gardena Frauen vor laufender Kamera vergewaltigt und sie dann in Großnahme umbringt. D-King übt grausame Rache an den Frauenmördern, die sich an seiner Prostituierten vergangen hatten.
Dann nimmt der Thriller den Faden der ersten Szene wieder auf: Hunter kann seinen Partner in allerletzter Sekunde vor dem Tod retten, bevor die Sprengladung detoniert.
Hunter kehrt in seine Wohnung zurück und trinkt einen Whisky, der mit einem Betäubungsmittel versetzt ist. Er erwacht gefesselt auf einem Stuhl. Isabella steht vor ihm. Sie ist der „Kruzifix-Killer“, offenbart ihrem Gefangenen, dass sie in Wahrheit Brenda Spencer heißt, ihm alles vorgespielt hat und dass sie aus Rache für ihren Bruder gehandelt hatte. Sie wirft Robert vor, dass er dabei zugesehen hatte, wie ein Unschuldiger verurteilt wird, und nicht nach dem wahren Mörder gesucht hatte. Nach Johns Selbstmord starb seine Mutter an gebrochenem Herzen. Daher hat sie systematisch Vergeltung an den Menschen geübt, die den Geschworenen aus dem John Spencer Fall nahe standen wie Geliebte, gleichgeschlechtliche Geliebte, verbotene Affären etc. Dr. Brenda Spencer machte sich gezielt auf die Spur dieser Personen, um ihre geheimen verborgenen Leidenschaften und Schwächen zu erkennen, und begibt sich dafür sogar auf perverse Sexparties. Brenda, die durch den Verlust ihrer Familie schwer traumatisiert ist, weidete sich an den Qualen ihrer Opfer und hinterließ der Polizei als Hinweis ein in den Nacken geritztes Doppelkreuz, so wie es auch John Spencer als Tätowierung getragen hatte. Brenda selbst hatte ihrem masochistisch veranlagten Bruder dieses Zeichen zugefügt. Sie brachte den pädophilen Mike Farloe dazu, die Morde zu gestehen. An Roberts Partner Scott Wilson hatte sie sich ebenfalls gerächt, indem sie sich als vermeintlich schwache Frau auf sein Boot bringen ließ, Wilson überwältigte und fesselte und ihn dabei zusehen ließ, wie sie seiner Frau die Kehle aufschlitzte.
Dann brachte sie das Boot zur Explosion, um alle Spuren zu verwischen. Um an Hunter heranzukommen, erschuf sie durch eine perfekte Persönlichkeitswandlung die Figur „Isabella“ und ließ sich von ihm in der Hangout Bar abschleppen. Trotz innerlichen Ekels und Abscheus schlief sie mit ihm.
Heute ist Johns symbolträchtiger Geburtstag und Brenda will Hunter mit dem Doppelkreuz zum Töten markieren. Zuerst plant sie, seine Stimmbänder zu durchtrennen und dann mit einem Bohrer Löcher in Kniescheiben, Ellbogen und Fußknöchel zu bohren, um ihn bewegungsunfähig zu machen. Des Weiteren will sie sich seinen Augen, Zähnen und Genitalien widmen, um den Schmerz ihres letzten Opfers maximal zu erweitern.
Im letzten Moment wird Hunters Wohnzimmer von einem Polizeikommando gestürmt. Doch noch bevor Brenda erschossen werden kann, entgeht sie dem Zugriff, indem sie sich mit einem Messer nach Harakirimanier selbst tötet.

## Figuren
- Detective Robert Hunter (39 J): Der aus Compton stammende kräftige Mann ist Kriminalpsychologe und Ermittler im Morddezernat I der Sondereinheit für psychopathische Serientäter[3]. Er hat nach dem Tod seines Partners psychische Probleme, leidet unter starken Kopfschmerzen und notorischer Schlaflosigkeit und sucht Auswege im Alkohol und sexuellen Zufallsbekanntschaften.
- „Greenhorn“ Carlos Garcia: Sohn eines brasilianischen Bundesbeamten. Garcia ist Hunters neuer Kollege und Partner, der ihm nach dem Tod von Scott Wilson an die Seite gestellt wird. Der „Kruzifix-Killer“ ist der erste Fall des Teams Hunter & Garcia.
- Jenny Farnborough: Edel-Prostituierte, die in Hollywood eine Schauspielkarriere beginnen wollte, jedoch auf dem Strich bzw. bei einem Eskortservice landet.
- Bobby Preston aka „D-King“: Jennys Zuhälter und Drogendealer. Ein mächtiger Afroamerikaner, der nur in den vornehmsten Kreisen agiert und in der „Upper Class“ Drogen und Prostituierte vermittelt.
- Dr. Winston: Rechtsmediziner und Forensikleiter
- Victoria Baker: kanadische Fitness-Trainerin und Opfer des „Kruzifix-Killers“.
- John Spencer: Musikproduzent, wird fälschlich wegen Mordes an seiner Frau angeklagt und begeht daraufhin Selbstmord.
- „Isabella“ alias Dr. Brenda Spencer: biomedizinische Forscherin an der UCLA[4] Medical School und Adoptivschwester von John Spencer. Sie kommt aus einer gewalttätigen Familie mit neun Jahren zu den Spencers, zu denen sie eine starke Bindung entwickelt.
- George Slater: bisexueller Anwalt der Kanzlei Tale & Josh, der vor seiner Ehefrau Catherine ein Doppelleben verheimlicht, extreme Hardcore-Partys besucht und ein weiteres Opfer des „Kruzifix-Killers“ wird

## Sprachstil
„Die Leiche einer wunderschönen Frau, bestialisch verstümmelt. Keinerlei Spuren. Bis auf ein in den Nacken geritztes Kreuz: das Zeichen eines vor Jahren hingerichteten Serienmörders. Detective und Profiler Robert Hunter wird schnell klar, dass der Kruzifix-Killer lebt. Er mordet auf spektakuläre Weise weiter. Und Hunter immer einen Schritt voraus – denn er kennt ihn gut. Zu gut.“

Carter wird ein flüssiger Sprachstil in Kombination mit kurz gehaltenen Kapiteln mit starker graphischer Bildsprache in der Darstellung von Gewalt und Brutalität zugeschrieben.

## Rezensionen
Die Rezension von Michael Drewniok auf Krimi Couch fällt durchwachsen aus. Chris Carter bediene mit Kruzifix-Killer die üblichen Klischees über psychopathische Serienmörder. Chris Carter sei dabei ein reiner Trittbrettfahrer dieses Genres und könne trotz extremer Gewalt und plakativen Grauen nicht mit originellen Einfällen aufwarten, sondern habe stattdessen mit „Kruzifix-Killer“ einen konventionellen und langweiligen Roman verfasst. Dies beträfe sowohl die Handlung als auch die schablonenhafte Figurenzeichnung. Drewniok bezeichnet Der Kruzifix-Killer als Retorten-Thriller des 21. Jahrhunderts, der mit Stilmitteln und Ekeleffekten aus dem Stoff von Sieben und Saw arbeitet.
Carter arbeitet mit den typischen Stereotypen des modernen Thrillerautors. Seine Hauptfigur Hunter ist ein harter Cop und klassischer Einzelkämpfer, der von seinen eigenen privaten Problemen davonläuft. Die Verfolgung des unheimlichen Killers, der mit ihm ein perfides Spiel treibt, wird zur persönlichen Bedrohung, zu einer privat-intimen Besessenheit und seinem alles dominierenden Lebensinhalt.
Schauplatz von Der Kruzifix-Killer ist Los Angeles, jedoch nur vordergründig im Sunset Strip, Malibu und Hollywood. Carter wählt in seinem Roman die Halbwelt, die dunklen und grausamen Seiten der Stadt der Träume, wo erfolgversprechende Schauspielerkarrieren in Prostitution und Drogenkonsum enden. Sie spielen überwiegend in dunklen Kellern, wo der Täter im Verborgenen seine abnormen Folterphantasien realisieren kann. Die Tötungsarten in Der Kruzifix-Killer sind betont hart und grausam. Die plakative Tötungsvariante der Nekrotisierenden Fasziitis, an der George Slater sterben muss, wird auch vom deutschen Schriftsteller Sebastian Fitzek in seinem Psychothriller Der Augensammler von 2010 verwendet.
Chris Carter widmet aufgrund seiner eigenen Berufskenntnisse der forensischen Polizeiarbeit einen breiten Raum. Er arbeitet mit relativ „langweiliger“ Polizeiarbeit und harten Schockmomenten.
Es gibt gewisse Parallelen zu Simon Becketts Romanfigur David Hunter (Die Chemie des Todes, Kalte Asche, Leichenblässe u. a.).

### Einordnung in das Werk des Autors
Der Kruzifix-Killer ist der Auftakt der dreizehnteiligen Robert-Hunter-Reihe, die von Werken wie Der Vollstrecker (2011), Der Knochenbrecher (2012), Totenkünstler (2013), Der Totschläger (2014), One Dead. Der erste Fall für Robert Hunter (2014), Die stille Bestie (2015), Der Totmacher (2016), Death Call. Er bringt den Tod (2017), Blutrausch – Er muss töten (2018), Jagd auf die Bestie (2019) und Bluthölle (2020) gefolgt wird. Der Kruzifix-Killer begründet die Thriller-Reihe um das Ermittlerduo der Ultra Violent Crimes Unit Robert Hunter und Carlos Garcia und setzt das Setting dafür. Beide Charaktere ergänzen sich auf besondere Art und Weise: Hunter als Profiler und Doktor der Kriminalpsychologie und Garcia als handfester Polizeibeamter. Brutale Serienkiller und Mörder sind ihr Spezialgebiet.

## Textausgabe
- Chris Carter: Der Kruzifix-Killer („The Crucifix Killer“). Ullstein Verlag, Berlin 2009, ISBN 978-3-548-28109-4.